# Assemblage (coffret)
Pour les articles homonymes, voir Assemblage.

Assemblage est un coffret du groupe The Cure regroupant au format CD les douze premiers disques du groupe, compilations et albums live compris. Un livret de 64 pages est inclus.
Il a été édité en 1991 à 2 500 exemplaires pour le marché français seulement.

## Contenu
- CD 1 : Three Imaginary Boys
- CD 2 : Boys Don't Cry
- CD 3 : Seventeen Seconds
- CD 4 : Faith
- CD 5 : Pornography
- CD 6 : Japanese Whispers
- CD 7 : The Top
- CD 8 : Concert: The Cure Live
- CD 9 : The Head on the Door
- CD 10 : Staring at the Sea
- CD 11 : Kiss Me, Kiss Me, Kiss Me
- CD 12 : Disintegration